# Erwin Hasenzahl
Karl Ludwig Erwin Hasenzahl (* 19. Juni 1914 in Erbach; † 30. November 2008 ebenda) war ein deutscher Kommunalpolitiker in Hessen. Er war fast zweieinhalb Jahrzehnte Bürgermeister der Stadt Michelstadt im Odenwald.

## Lebenslauf

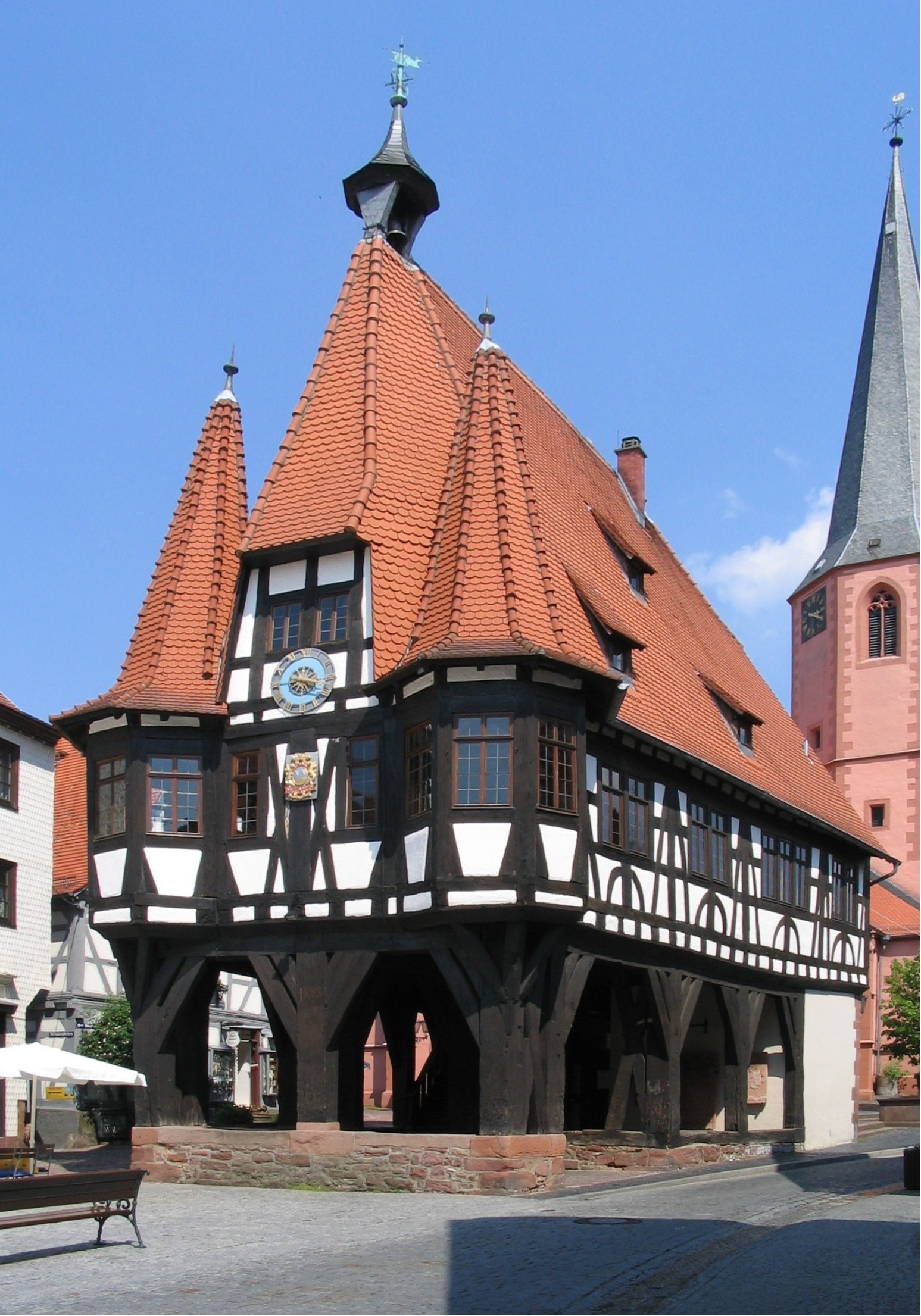
Das Michelstädter Rathaus, ein Hochständerfachwerk der Spätgotik, während der Amtszeit Erwin Hasenzahls restauriert und heute touristischer Blickfang in der Michelstädter Altstadt

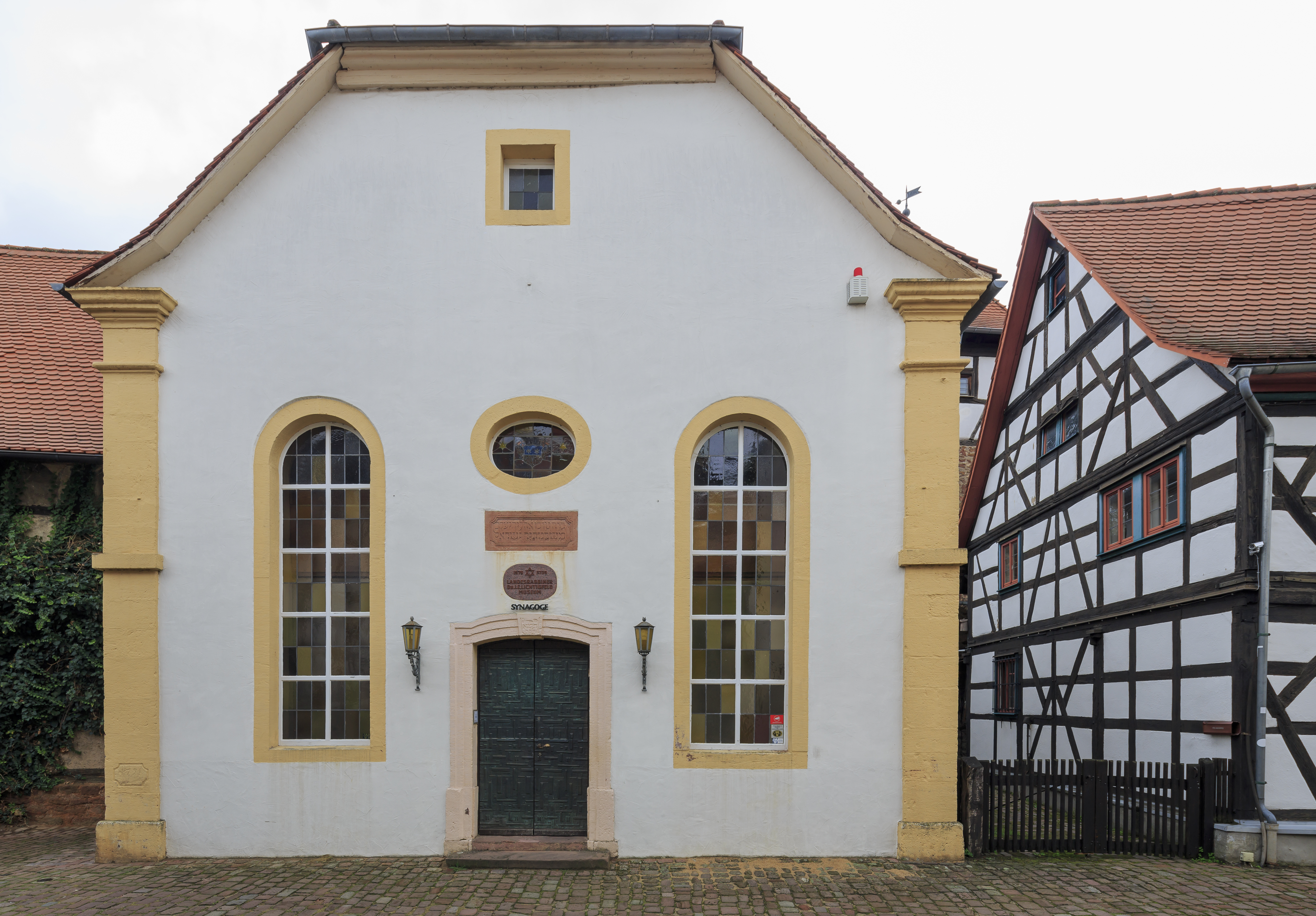
Die restaurierte Michelstädter Synagoge

Der evangelisch geprägte Erwin Hasenzahl war gelernter Kauf- und Verwaltungsfachmann. Er heiratete am 30. Dezember 1939 Anna Elisabeth Körber (* 3. Mai 1915 in Michelstadt; † 7. September 2002 ebenda).
Bis 2019 relativ unbekannt waren seine Verstrickungen in der Zeit nationalsozialistischer Schreckensherrschaft, die erst mit der geplanten Benennung einer Michelstädter Straße nach ihm öffentlich wurden. Er war seit 1933 Mitglied der NSDAP und später als SS-Stabsscharführer entsprechend der Spruchkammerakte der Alliierten als Gruppe 1 (Hauptschuldiger) eingestuft worden. Erst im Berufungsverfahren 1949 aufgrund eines Gnadengesuchs wurde er im Dezember 1949 aus gesundheitlichen Gründen in die Gruppe 4 herabgestuft und auf Bewährung aus der Haft entlassen. Seiner Verstrickung in die NS-Zeit stehen damit seine späteren Verdienste als Kommunalpolitiker und Bürgermeister gegenüber.
Hasenzahl war später in der Nachkriegszeit als Kandidat der Überparteilichen Wählergemeinschaft von 1952 bis 1955 Erster Stadtrat und von 1955 bis 1979 Bürgermeister der hessischen Stadt Michelstadt. Er initiierte im August 1956 die Gründung der Überparteilichen Wählergemeinschaft (ÜWG) im damaligen Kreis Erbach (Gründungsversammlung am 9. September 1956), die auch in der Gegenwart noch als ÜWG Odenwald auf Kreisebene aktiv ist.
Er prägte durch seine Tätigkeit über Jahrzehnte die Stadt Michelstadt und die Region. Leitsätze für seine Arbeit waren „Alles für Michelstadt“ und „Höre jeden, aber höre nicht auf jeden“. Durch und mit ihm fielen wichtige, das Stadtbild und das kulturelle Leben bis in die heutige Zeit prägende maßgebliche Entscheidungen für Michelstadt. In seiner Zeit wurden der Bau der Umgehungsstraße der B45 und die innerstädtische Regulierung der Mümling zwischen 1954 und 1956 umgesetzt.
Auf seine Initiative wurde das bekannte Michelstädter Rathaus von 1958 bis 1979 renoviert, die Wiederherstellung und Schließung der Stadtmauer von 1968 bis 1978 initiiert, die historische Altstadt ab 1967 saniert. Alles Bausteine, die die Grundlage waren, dass sich Michelstadt bis in die Gegenwart zu einem touristischen Anlaufpunkt im Odenwald entwickeln konnte. Damit in Zusammenhang steht auch der von Erwin Hasenzahl 1955 initiierte Bienenmarkt, das zweitgrößte Volksfest im Odenwaldkreis. Ein Jahr später legte er den Grundstein für die erste moderne Straßenbeleuchtung der Stadt.
1966 setzte er gegen den Beschluss des Landesverbandes der Jüdischen Gemeinden in Hessen den Erhalt der Synagoge (erste Renovierung 1969 abgeschlossen) und die Einrichtung des Landesrabbiner Dr. I. E. Lichtigfeld-Museums durch, das nach finanziellen Anlaufschwierigkeiten 1979 eröffnet werden konnte. Dabei blieb der Landesverband Eigentümer des Gebäudes, während die Stadt Unterhalt und Betreuung des Museums übernahm.
Ihm ist es zu verdanken, dass nach einer großen Spendenaktion neue Kirchenglocken für das berühmte Geläut der Michelstädter Kirche beschafft werden konnten als Ersatz für die im Zweiten Weltkrieg eingeschmolzenen.
Besonderes Augenmerk setzte er auf Ausrüstung und Erweiterung der Freiwilligen Feuerwehr Michelstadt, die 1980 die offizielle Anerkennung als Stützpunktfeuerwehr des Landes Hessen erhielt.
In seine Zeit als Bürgermeister fiel auch die Knüpfung der beiden Städtepartnerschaften der Stadt. Die erste mit der niederländischen Stadt Hulst wurde am 19. Oktober 1969 in Michelstadt von Hasenzahl unterzeichnet. Mit Rumilly in Frankreich verschwisterte sich Michelstadt am 1. April 1972 mit der Unterzeichnung der Urkunden durch die damaligen amtierenden Bürgermeister Louis Dagand für Rumilly und Erwin Hasenzahl für Michelstadt. Die Gegenfeier fand am 13. Mai 1972 in Rumilly statt. Bis heute hat Michelstadt keine weitere Partnerschaft geschlossen. Für seine Beiträge zur Völkerverständigung wurde er 1979 vom Europarat mit der Verleihung der Europafahne honoriert.
1970 erfolgte in seiner Zeit als Bürgermeister der Ankauf der Kellerei oder Burg Michelstadt genannten Reste der Stadtburg vom Haus Erbach-Fürstenau und deren Umwidmung für museale Zwecke. Am 26. Juli 1979 wurde Hasenzahl nach vierundzwanzig Jahren als Bürgermeister mit der Ehrenbezeichnung Altbürgermeister in den verdienten Ruhestand verabschiedet und gleichzeitig als Ehrenbürger seiner Stadt geehrt.
Neben seiner Tätigkeit als Bürgermeister war er in den Jahren von 1956 bis 1981 Mitglied des Kreistages. Er war erst stellvertretender und später Vorsitzender des Hessischen Städte- und Gemeindebundes.

## Ehrungen
- 1974: Verdienstkreuz am Bande der Bundesrepublik Deutschland
- 1979: Verdienstkreuz 1. Klasse der Bundesrepublik Deutschland
- 1989: Großes Verdienstkreuz der Bundesrepublik Deutschland
- Ehrenbrief des Landes Hessen
- Freiherr-vom-Stein-Plakette des Landes Hessen
- Silberne Ehrenplakette des damaligen Hessischen Ministeriums für Landwirtschaft, Forst und Umwelt
- Europakreuz der Confédération Européenne des Anciens Combattants
- Ehrenplakette des Odenwaldkreises in Gold, Silber und Bronze und Ehrenplakette der Stadt Michelstadt
- Ehrenbürger der Partnerstädte Hulst und Rumilly
- nach ihm ist die große Festhalle der Stadt als Erwin-Hasenzahl-Halle benannt

## Schriften
- Erwin Hasenzahl (Hrsg.): Michelstadt im Odenwald, Verlag Brausdruck, Heidelberg 1964, 2. Aufl.